# Альфрейні роботи

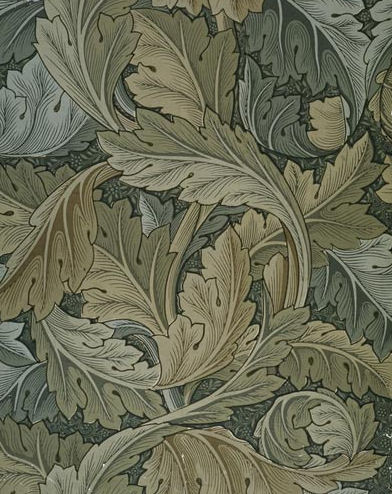
Акантовий орнамент

Альфре́йні робо́ти (італ. al fresco — на свіжому, вологому) — техніка оздоблення приміщень художньо-декоративними розписами, що виконуються по сухій штукатурці клейовими, олійними або емальовими фарбами.
Популярним художнім виразом альфрейного розпису є акантовий орнамент, який застосовується як декоративно-прикладний елемент оздоблення або як складова монументальних робіт

## Підготовка й послідовність робіт

### Підготовка поверхні
Альфрейні роботи виконуються по попередньо підготовлених стінах — її зарівнюють, шпаклюють, шліфують, ґрунтують і фарбують. В окремих випадках поверхні стін покривають цупкою тканиною.

### Склад робіт
Альфрейні роботи складаються з нанесення на стіну чи стелю узорів за трафаретом, імітації ліпних окрас, цінних порід дерева й каменю, золочення, бронзування тощо.

## Матеріали інструменти
Виконуються альфрейні роботи за допомогою пензлів, гумових торцівок та валиків, пістолета-розпилювач і аерографа; використовується декалькоманія й фотомеханічний спосіб імітування цінних матеріалів.